# 朴己云

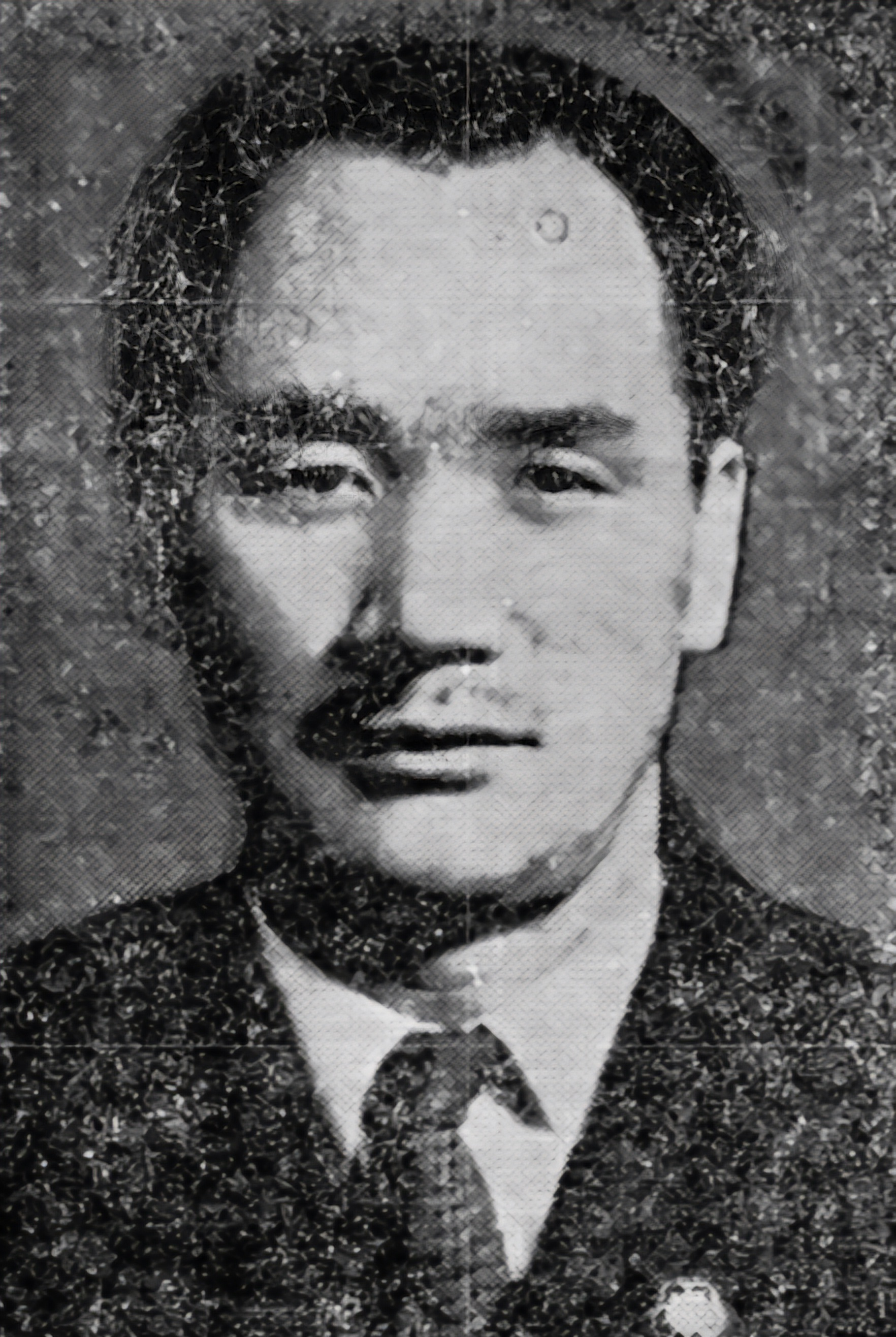
1960年ごろ

朴 己云（パク・キウン、朝鮮語: 박기운、1912年10月3日 - 1993年10月24日）は、日本統治時代の朝鮮の独立運動家、大韓民国の警察官、政治家。制憲・第3代、第5代韓国国会議員（第5代は参議員）。
号は明岩。

## エピソード
日本統治時代の忠清北道清州郡（現・清州市）出身。清州小学校、忠州普通学校高等科卒、早稲田大学法学部通信課程3年修了。1927年に万宝事件に加担し、1931年に清州槿花秘密結社を組織した。また、日本製品不買運動にも参加し、忠州の南山城での太極旗掲揚事件にも関与した。光復後は清州治安隊・統一決死隊などを組織し、信託統治反対運動に参加した後、警察官、太極青年会忠北支部青年部長、全国青年連盟文化部長、国青忠清北道副委員長、大韓独立促成青年連盟忠北支部副委員長、大韓独立促成国民会忠清北道支部青年部長、大同青年団（のちの大韓青年団）忠北道団副団長、民族自主連盟中央委員、院外自由党常務執行委員、自由党忠北道党副委員長、民主党忠北中原郡党委員長などを務めた。